# Chioma Ajunwa
Chioma Ajunwa-Opara (* 25. Dezember 1971 in Umuihiokwu als Chiona Ajunwa) ist eine ehemalige nigerianische Leichtathletin, die sich auf den Weitsprung spezialisiert hat, aber auch im Sprint an den Start ging. Sie gewann 1996 die erste olympische Goldmedaille überhaupt für Nigeria und war gleichzeitig die erste Schwarzafrikanerin, die in der Leichtathletik Gold in einem technischen Wettbewerb gewinnen konnte. Neben der Leichtathletik war sie auch als Fußballerin in der nigerianischen Nationalmannschaft aktiv.

## Sportliche Laufbahn
Erste internationale Erfahrungen sammelte Chioma Ajunwa vermutlich im Jahr 1989, als sie bei den Afrikameisterschaften in ihrer Heimat Lagos mit einer Weite von 6,53 m die Goldmedaille im Weitsprung gewann. Im Jahr darauf belegte sie bei den Commonwealth Games in Auckland mit 6,48 m den vierten Platz und gewann als Schlussläuferin der nigerianischen 4-mal-100-Meter-Staffel in 44,67 s die Bronzemedaille. Daraufhin verteidigte sie bei den Afrikameisterschaften in Kairo mit 6,13 m ihren Titel im Weitsprung und gewann im 100-Meter-Lauf in 11,63 s die Silbermedaille hinter ihrer Landsfrau Onyinye Chikezie. Im August erreichte sie bei den Juniorenweltmeisterschaften in Plowdiw mit 6,46 m den fünften Platz. 1991 siegte sie bei den Afrikaspielen in Kairo mit 6,67 m im Weitsprung sowie in 44,21 s auch mit der nigerianischen Staffel. Im selben Jahr nahm sie mit der nigerianischen Mannschaft an der Frauenfußball-Weltmeisterschaft teil, schied dort aber in der Vorrunde aus. Am 11. Juni 1992 wurde sie bei einer Dopingprobe positiv getestet und daraufhin für vier Jahre gesperrt.
Nach Ablauf ihrer Sperre qualifizierte sie sich 1996 sogleich für die Olympischen Spiele in Atlanta und stellte dort im Finale mit 7,12 einen neuen Afrikarekord auf und siegte damit mit zehn Zentimetern Vorsprung auf die Italienerin Fiona May. Sie nahm auch über 100 Meter teil und schied dort mit neuer Bestleistung von 11,14 s im Halbfinale aus. Zudem erreichte sie mit der Staffel in 42,56 s den fünften Platz. Im Jahr darauf gewann sie bei den Hallenweltmeisterschaften in Paris mit einem Sprung auf 6,80 m die Silbermedaille hinter der Italienerin May und wurde im 60-Meter-Lauf in 7,19 s Vierte. Im August erreichte sie bei den Weltmeisterschaften in Athen mit über 100 Meter das Halbfinale und schied dort mit 11,41 s aus, während sie im Weitsprung mit 5,21 m im Finale den zwölften Platz belegte. In der Staffel kam sie im Vorlauf und verhalf der Mannschaft zum Finaleinzug. 1998 siegte sie erneut bei den Afrikameisterschaften in Dakar mit neuem Meisterschaftsrekord von 6,78 m. Bei den Afrikaspielen 1999 in Johannesburg gelang ihr kein gültiger Versuch und 2001 verpasste sie bei den Weltmeisterschaften im kanadischen Edmonton mit 6,43 m als 15. der Qualifikation das Finale, gelangte mit der Staffel aber in 42,52 s auf den vierten Platz. 2002 wurde sie erneut wegen Dopings verurteilt, woraufhin sie ihre Karriere im Alter von 30 Jahren beendete.
1996, 1999 und 2001 wurde Ajunwa nigerianische Meisterin im Weitsprung.

## Leben
Chioma Ajunwa stammt aus einer armen Familie und wuchs als jüngstes Kind acht Geschwistern im Bundesstaat Imo auf, wurde aber im benachbarten Anambra geboren. Sie absolvierte die Grundschule und später eine Sekundarschule und erhielt die Zulassung für eine Universität, die sie jedoch aufgrund fehlender finanzieller Mittel nicht besuchen konnte. Sie ist verheiratet und Mutter von drei Kindern. Nach ihrer Laufbahn als Leichtathletin ist sie bei der nigerianischen Polizei tätig.
Trotz ihrer zweifachen Sperre wegen Dopings engagierte sich Ajunwa 2010 gemeinsam mit dem nigerianischen Leichtathletikverband (AFN) gegen den Gebrauch unerlaubter Medikamente im Sport am Yaba College of Technology in Lagos. Im selben Jahr startete sie in Kooperation mit AFN eine Kampagne mit dem Titel Compete Fair & Clean, die sich direkt an Athleten und Trainer richtet. Seit 2011 ist sie zudem Vorsitzende des Entwicklungs-Komitees des Fußballverbandes des Bundesstaates Imo.

## Persönliche Bestleistungen
- 100 Meter: 11,14 s (+0,4 m/s), 27. Juli 1996 in Atlanta
  - 50 Meter (Halle): 6,04 s, 22. Februar 1998 in Liévin (Afrikarekord)
  - 60 Meter (Halle): 7,02 s, 22. Februar 1998 in Liévin (nigerianischer Rekord)
- 200 Meter: 23,05 s (−1,5 m/s), 16. September 1996 in Tokio
- Weitsprung: 7,12 m (+0,9 m/s), 2. August 1998 in Atlanta
  - Weitsprung (Halle): 6,97 m, 5. Februar 1997 in Erfurt (Afrikarekord)

## Ehrungen
- Member of the Order of Niger (1996): Nach ihrem Olympiasieg von Staatspräsident Sani Abacha verliehen.
- Golden Jubilee Independence Awards (2010): Anlässlich der 50-jährigen Unabhängigkeit Nigerias von Staatspräsident Goodluck Jonathan verliehen.
- Häuptlingschaft des Bundesstaates Imo (2011)